# Middle of the Night
Middle of the Night is een Amerikaanse psychologische film in zwart-wit uit 1959, naar het gelijknamige toneelspel van Paddy Chayefsky, die het zelf voor de film bewerkte. De hoofdrollen werden gespeeld door Kim Novak en Fredric March. Delbert Mann was de regisseur. De film werd ingezonden voor het internationaal filmfestival van Cannes van 1959, maar kreeg er geen prijs.

## Verhaal
De 56-jarige weduwnaar Jerry Kingsley (Fredric March), vader van reeds volwassen kinderen, wordt verliefd op zijn jonge secretaresse Betty Preisser (Kim Novak), die na een ongelukkig huwelijk gescheiden is van haar eerste man George. Ondanks de tegenwerking van de familieleden komt het tot een officiële verloving. Wanneer George onverwacht opduikt en de nacht doorbrengt met Betty, komt het tot een crisis en Jerry maakt het uit. Maar Betty realiseert zich dat ze niet bij George maar wel bij Jerry hoort. Uiteindelijk komt het toch nog tot een happy end.
Het voor die periode ietwat controversieel onderwerp - de liefde tussen een oudere man en een veel jongere vrouw - werd "voluit menselijk behandeld en scherp geobserveerd" (Leidsch Dagblad, 1 oktober 1960). Aan de andere kant werd de film een "overmaat aan toneelmatigheid" en een "gebrek aan vaart" verweten (Nieuwe Leidsche Courant, 1 oktober 1960, blz. 4, concludeerde: "goed toneelspel, matige film").

## Rolverdeling
| Acteur         | Personage                                   |
| -------------- | ------------------------------------------- |
| Fredric March  | Jerry Kingsley                              |
| Kim Novak      | Betty Preisser                              |
| Lee Philips    | George Preisser                             |
| Edith Meiser   | Evelyn Kingsley, de oudere zuster van Jerry |
| Joan Copeland  | Lillian, dochter van Jerry                  |
| Martin Balsam  | Jack, de man van Lillian                    |
| Lee Grant      | Marilyn, vriendin van Betty                 |
| Glenda Farrell | Mrs. Mueller                                |
| Albert Dekker  | Walter Lockman                              |
| Betty Walker   | Rosalind Neiman, weduwe                     |